# Kepler-20c
Kepler-20c es un planeta descubierto que tiene un tamaño similar al de Neptuno. A pesar de ser el tercer planeta más alejado de la estrella Kepler-20, tiene una órbita inferior a la de Mercurio, lo que significa que es un Neptuno caliente. Junto con los otros cuatro planetas en el sistema, Kepler-20c se anunció el 20 de diciembre de 2011.